# The Rasmus/Diskografie
Diese Diskografie ist eine Übersicht über die musikalischen Werke der finnischen Alternative-Rock-Band The Rasmus. Den Quellenangaben zufolge hat sie bisher mehr als fünf Millionen Tonträger verkauft. Ihre erfolgreichste Veröffentlichung ist das fünfte Studioalbum Dead Letters mit über zwei Millionen verkauften Einheiten.

## Alben

### Studioalben
| Jahr | Titel Musiklabel                           | Höchstplatzierung, Gesamtwochen, AuszeichnungChartplatzierungen (Jahr, Titel, Musiklabel, Platzierungen, Wochen, Auszeichnungen, Anmerkungen) | Höchstplatzierung, Gesamtwochen, AuszeichnungChartplatzierungen (Jahr, Titel, Musiklabel, Platzierungen, Wochen, Auszeichnungen, Anmerkungen) | Höchstplatzierung, Gesamtwochen, AuszeichnungChartplatzierungen (Jahr, Titel, Musiklabel, Platzierungen, Wochen, Auszeichnungen, Anmerkungen) | Höchstplatzierung, Gesamtwochen, AuszeichnungChartplatzierungen (Jahr, Titel, Musiklabel, Platzierungen, Wochen, Auszeichnungen, Anmerkungen) | Höchstplatzierung, Gesamtwochen, AuszeichnungChartplatzierungen (Jahr, Titel, Musiklabel, Platzierungen, Wochen, Auszeichnungen, Anmerkungen) | Anmerkungen                                                 |
| Jahr | Titel Musiklabel                           | DE | AT | CH | UK | FI | Anmerkungen                                                 |
| ---- | ------------------------------------------ | --- | --- | --- | --- | --- | ----------------------------------------------------------- |
| 1996 | Peep Evidence Records (WMG)                | — | — | — | — | FI16 Gold · (25 Wo.)FI | Erstveröffentlichung: 29. April 1996 Verkäufe: + 20.000     |
| 1997 | Playboys Evidence Records (WMG)            | — | — | — | — | FI5 (10 Wo.)FI | Erstveröffentlichung: 29. August 1997                       |
| 1998 | Hell of a Tester Evidence Records (WMG)    | — | — | — | — | FI16 (11 Wo.)FI | Erstveröffentlichung: 2. November 1998                      |
| 2001 | Into Playground Records (ERE)              | — | — | — | — | FI1 ×2Doppelplatin · (35 Wo.)FI | Erstveröffentlichung: 21. März 2001 Verkäufe: + 72.950      |
| 2003 | Dead Letters Playground Records (UMG)      | DE1 Platin · (37 Wo.)DE | AT1 Gold · (27 Wo.)AT | CH1 Platin · (41 Wo.)CH | UK10 Gold · (24 Wo.)UK | FI1 ×2Doppelplatin · (54 Wo.)FI | Erstveröffentlichung: 17. März 2003 Verkäufe: + 2.000.000   |
| 2005 | Hide from the Sun Playground Records (UMG) | DE3 (10 Wo.)DE | AT4 (8 Wo.)AT | CH5 (10 Wo.)CH | UK65 (1 Wo.)UK | FI1 Platin · (18 Wo.)FI | Erstveröffentlichung: 9. September 2005 Verkäufe: + 34.254  |
| 2008 | Black Roses Playground Records (UMG)       | DE13 (7 Wo.)DE | AT22 (4 Wo.)AT | CH22 (5 Wo.)CH | — | FI1 Gold · (11 Wo.)FI | Erstveröffentlichung: 22. September 2008 Verkäufe: + 19.559 |
| 2012 | The Rasmus Universal Music (UMG)           | DE26 (1 Wo.)DE | AT23 (1 Wo.)AT | CH46 (2 Wo.)CH | — | FI3 Gold · (14 Wo.)FI | Erstveröffentlichung: 18. April 2012 Verkäufe: + 10.600     |
| 2017 | Dark Matters Playground Records (Cargo)    | DE61 (1 Wo.)DE | AT47 (1 Wo.)AT | CH52 (1 Wo.)CH | — | FI7 (3 Wo.)FI | Erstveröffentlichung: 6. Oktober 2017                       |
| 2022 | Rise Playground Records (Cargo)            | DE34 (1 Wo.)DE | — | CH37 (1 Wo.)CH | — | FI4 (2 Wo.)FI | Erstveröffentlichung: 23. September 2022                    |

### Kompilationen
| Jahr | Titel Musiklabel                            | Höchstplatzierung, Gesamtwochen, AuszeichnungChartplatzierungen (Jahr, Titel, Musiklabel, Platzierungen, Wochen, Auszeichnungen, Anmerkungen) | Höchstplatzierung, Gesamtwochen, AuszeichnungChartplatzierungen (Jahr, Titel, Musiklabel, Platzierungen, Wochen, Auszeichnungen, Anmerkungen) | Höchstplatzierung, Gesamtwochen, AuszeichnungChartplatzierungen (Jahr, Titel, Musiklabel, Platzierungen, Wochen, Auszeichnungen, Anmerkungen) | Höchstplatzierung, Gesamtwochen, AuszeichnungChartplatzierungen (Jahr, Titel, Musiklabel, Platzierungen, Wochen, Auszeichnungen, Anmerkungen) | Höchstplatzierung, Gesamtwochen, AuszeichnungChartplatzierungen (Jahr, Titel, Musiklabel, Platzierungen, Wochen, Auszeichnungen, Anmerkungen) | Anmerkungen                                                |
| Jahr | Titel Musiklabel                            | DE | AT | CH | UK | FI | Anmerkungen                                                |
| ---- | ------------------------------------------- | --- | --- | --- | --- | --- | ---------------------------------------------------------- |
| 2001 | Hell of a Collection Evidence Records (WMG) | — | — | — | — | FI2 Platin · (21 Wo.)FI | Erstveröffentlichung: 9. Juli 2001 Verkäufe: + 50.908      |
| 2009 | Best of 2001–2009 Playground Records (UMG)  | — | — | — | — | FI8 (11 Wo.)FI | Erstveröffentlichung: 23. November 2009 Verkäufe: + 30.000 |

### EPs
| Jahr | Titel Musiklabel           | Anmerkungen                             |
| ---- | -------------------------- | --------------------------------------- |
| 1995 | 1st Evidence Records (WMG) | Erstveröffentlichung: 16. Dezember 1995 |

## Singles
| Jahr | Titel Album                                  | Höchstplatzierung, Gesamtwochen, AuszeichnungChartplatzierungen (Jahr, Titel, Album, Platzierungen, Wochen, Auszeichnungen, Anmerkungen) | Höchstplatzierung, Gesamtwochen, AuszeichnungChartplatzierungen (Jahr, Titel, Album, Platzierungen, Wochen, Auszeichnungen, Anmerkungen) | Höchstplatzierung, Gesamtwochen, AuszeichnungChartplatzierungen (Jahr, Titel, Album, Platzierungen, Wochen, Auszeichnungen, Anmerkungen) | Höchstplatzierung, Gesamtwochen, AuszeichnungChartplatzierungen (Jahr, Titel, Album, Platzierungen, Wochen, Auszeichnungen, Anmerkungen) | Höchstplatzierung, Gesamtwochen, AuszeichnungChartplatzierungen (Jahr, Titel, Album, Platzierungen, Wochen, Auszeichnungen, Anmerkungen) | Anmerkungen                                                 |
| Jahr | Titel Album                                  | DE | AT | CH | UK | FI | Anmerkungen                                                 |
| ---- | -------------------------------------------- | --- | --- | --- | --- | --- | ----------------------------------------------------------- |
| 1996 | 2nd (Myself / Postman) Peep                  | — | — | — | — | — | Erstveröffentlichung: 14. Januar 1996                       |
| 1996 | 3rd (Ghostbusters / Fool) Peep               | — | — | — | — | FI8 (8 Wo.)FI | Erstveröffentlichung: 5. Mai 1996                           |
| 1997 | Kola Playboys                                | — | — | — | — | FI— GoldFI | Erstveröffentlichung: August 1997 Verkäufe: + 5.000         |
| 1997 | Blue Playboys                                | — | — | — | — | FI3 (11 Wo.)FI | Erstveröffentlichung: 30. Mai 1997                          |
| 1997 | Ice Playboys                                 | — | — | — | — | FI2 (7 Wo.)FI | Erstveröffentlichung: Dezember 1997                         |
| 1998 | Liquid Hell of a Tester                      | — | — | — | — | FI2 (10 Wo.)FI | Erstveröffentlichung: September 1998                        |
| 1999 | Swimming with the Kids Hell of a Tester      | — | — | — | — | FI16 (1 Wo.)FI | Erstveröffentlichung: 1999                                  |
| 2001 | F-F-F-Falling Into                           | — | — | — | — | FI1 Platin · (29 Wo.)FI | Erstveröffentlichung: 12. Februar 2001 Verkäufe: + 10.926   |
| 2001 | Chill Into                                   | — | — | — | — | FI2 (18 Wo.)FI | Erstveröffentlichung: 18. Juni 2001 Verkäufe: + 5.022       |
| 2001 | Madness Into                                 | — | — | — | — | FI2 (6 Wo.)FI | Erstveröffentlichung: 31. Dezember 2001                     |
| 2002 | Heartbreaker Into                            | — | — | — | — | FI1 (15 Wo.)FI | Erstveröffentlichung: 11. März 2002                         |
| 2003 | In the Shadows Dead Letters                  | DE1 Platin · (19 Wo.)DE | AT2 (26 Wo.)AT | CH2 Gold · (45 Wo.)CH | UK3 Gold · (16 Wo.)UK | FI1 Gold · (12 Wo.)FI | Erstveröffentlichung: 3. Februar 2003 Verkäufe: + 1.000.000 |
| 2003 | In My Life Dead Letters                      | — | — | — | — | FI2 (8 Wo.)FI | Erstveröffentlichung: 1. August 2003                        |
| 2003 | First Day of My Life Dead Letters            | DE6 (15 Wo.)DE | AT9 (19 Wo.)AT | CH20 (23 Wo.)CH | UK50 (2 Wo.)UK | FI4 (8 Wo.)FI | Erstveröffentlichung: 13. Oktober 2003                      |
| 2004 | Funeral Song (The Resurrection) Dead Letters | DE24 (9 Wo.)DE | AT32 (6 Wo.)AT | CH54 (3 Wo.)CH | — | FI2 (7 Wo.)FI | Erstveröffentlichung: 18. Januar 2004                       |
| 2004 | Guilty Dead Letters                          | DE20 (9 Wo.)DE | AT32 (5 Wo.)AT | CH43 (4 Wo.)CH | UK15 (6 Wo.)UK | FI2 (4 Wo.)FI | Erstveröffentlichung: 11. August 2004                       |
| 2005 | No Fear Hide from the Sun                    | DE13 (9 Wo.)DE | AT16 (12 Wo.)AT | CH44 (10 Wo.)CH | UK43 (2 Wo.)UK | FI1 (8 Wo.)FI | Erstveröffentlichung: 28. August 2005                       |
| 2005 | Sail Away Hide from the Sun                  | DE34 (9 Wo.)DE | AT53 (12 Wo.)AT | CH51 (5 Wo.)CH | UK94 (1 Wo.)UK | FI2 (5 Wo.)FI | Erstveröffentlichung: 26. Oktober 2005                      |
| 2006 | Shot Hide from the Sun                       | DE46 (4 Wo.)DE | AT49 (1 Wo.)AT | — | — | FI6 (3 Wo.)FI | Erstveröffentlichung: 30. März 2006                         |
| 2006 | Keep Your Heart Broken Hide from the Sun     | — | — | — | — | — | Erstveröffentlichung: 7. August 2006                        |
| 2008 | Livin’ in a World Without You Black Roses    | DE14 (11 Wo.)DE | AT26 (8 Wo.)AT | CH78 (2 Wo.)CH | — | FI1 (10 Wo.)FI | Erstveröffentlichung: 10. September 2008                    |
| 2009 | Justify Black Roses                          | DE56 (2 Wo.)DE | AT61 (1 Wo.)AT | — | — | — | Erstveröffentlichung: 2. Januar 2009                        |
| 2009 | October & April Best of 2001–2009            | DE79 (2 Wo.)DE | — | — | — | FI3 (18 Wo.)FI | Erstveröffentlichung: 9. November 2009 feat. Anette Olzon   |
| 2012 | I’m a Mess The Rasmus                        | — | — | — | — | — | Erstveröffentlichung: 5. März 2012                          |
| 2012 | Stranger The Rasmus                          | — | — | — | — | — | Erstveröffentlichung: 14. Mai 2012                          |
| 2012 | Mysteria The Rasmus (Deluxe Edition)         | — | — | — | — | — | Erstveröffentlichung: 21. September 2012                    |
| 2017 | Paradise Dark Matters                        | — | — | — | — | — | Erstveröffentlichung: 31. März 2017                         |
| 2017 | Silver Dark Matters                          | — | — | — | — | — | Erstveröffentlichung: 25. August 2017                       |
| 2017 | Nothing Dark Matters                         | — | — | — | — | — | Erstveröffentlichung: 15. September 2017                    |
| 2017 | Wonderman Dark Matters                       | — | — | — | — | — | Erstveröffentlichung: 22. September 2017                    |
| 2017 | Something in the Dark Dark Matters           | — | — | — | — | — | Erstveröffentlichung: 29. September 2017                    |
| 2018 | Holy Grail –                                 | — | — | — | — | — | Erstveröffentlichung: 14. September 2018                    |
| 2021 | Bones –                                      | — | — | — | — | — | Erstveröffentlichung: 14. Mai 2021                          |
| 2021 | Venomous Moon –                              | — | — | — | — | — | Erstveröffentlichung: 3. September 2021 mit Apocalyptica    |
| 2022 | Jezebel Rise                                 | — | — | — | — | FI4 (5 Wo.)FI | Erstveröffentlichung: 17. Januar 2022                       |
| 2022 | Rise                                         | — | — | — | — | — | Erstveröffentlichung: 10. Juni 2022                         |
| 2023 | Fireflies Rise                               | — | — | — | — | — | Erstveröffentlichung: 31. März 2023 feat. Charles Ans       |
| 2024 | Rest in Pieces –                             | — | — | — | — | — | Erstveröffentlichung: 25. Oktober 2024                      |
| 2025 | Creatures of Chaos –                         | — | — | — | — | — | Erstveröffentlichung: 28. März 2025                         |
| 2025 | Break These Chains –                         | — | — | — | — | — | Erstveröffentlichung: 16. Mai 2025 feat. Niko Vilhelm       |

## Videoalben und Musikvideos

### Videoalben
| Jahr | Titel Musiklabel                      | Anmerkungen                             |
| ---- | ------------------------------------- | --------------------------------------- |
| 2004 | Live Letters Playground Records (UMG) | Erstveröffentlichung: 22. November 2004 |

### Musikvideos
| Jahr | Titel                         | Regie |
| ---- | ----------------------------- | --- |
| 1996 | Funky Jam                     | Teja Kotilainen, The Rasmus |
| 1997 | Playboys                      | Illka Herkman, The Rasmus |
| 1997 | Sold                          | Viljami Eronen, Tuukka Lappalainen |
| 1998 | Liquid                        | Viljami Eronen, The Nose, The Rasmus |
| 2001 | F-F-F-Falling                 | Miikka Lommi |
| 2001 | Chill                         | The Rasmus |
| 2003 | In the Shadows                | Finn Andersson (2003, Bandit Version) Niclas Fronda, Fredrik Löfberg (2003, Crow Version) Philipp Stölzl (2004, US Version) — (2004, 4. Version) |
| 2003 | In My Life                    | Niclas Fronda, Fredrik Löfberg |
| 2003 | First Day of My Life          | Sven Bollinger |
| 2004 | Funeral Song                  | Niclas Fronda, Fredrik Löfberg |
| 2004 | Guilty                        | Nathan Cox |
| 2005 | No Fear                       | Joern Heitmann |
| 2005 | Sail Away                     | Christoph Mangler, Mathias Vielsäcker |
| 2006 | Shot                          | Sandra Marschner |
| 2007 | Immortal                      | Eero Heinonen |
| 2008 | Livin’ in a World Without You | Niclas Fronda |
| 2008 | Justify                       | Owe Lingvall |
| 2009 | October & April               | Owe Lingvall |
| 2009 | Your Forgiveness              | Eero Heinonen |
| 2012 | I’m a Mess                    | Jopsu Ramu, Timo Ramu |
| 2012 | Somewhere                     | The Rasmus |
| 2012 | Stranger                      | Aku Louhimies |
| 2012 | Mysteria                      | Miikka Lommi |
| 2017 | Paradise                      | Gustav Hugo Olsson |
| 2017 | Wonderman                     | Jesse Haaja |
| 2017 | Silver Night                  | Vesa Manninen |
| 2018 | Nothing                       | Eero Heinonen |
| 2021 | Venomous Moon                 | Vertti Virkajärvi |
| 2022 | Jezebel                       | Heikki Slåen |
| 2022 | Rise                          | Heikki Slåen |
| 2022 | In the Shadows of Ukraine     | Leonid Kolosovskiy |
| 2023 | Fireflies                     | Jesús Meneses |
| 2025 | Creatures of Chaos            | Aleksei Kulikov |
| 2025 | Break These Chains            | Aleksei Kulikov |

## Promoveröffentlichungen
| Jahr | Titel Album                | Anmerkungen                              |
| ---- | -------------------------- | ---------------------------------------- |
| 1997 | Playboys                   | Erstveröffentlichung: 1997               |
| 2006 | Immortal Hide from the Sun | Erstveröffentlichung: November 2006      |
| 2009 | Ghost of Love Black Roses  | Erstveröffentlichung: 8. Juni 2009       |
| 2012 | I’m a Mess The Rasmus      | Erstveröffentlichung: 26. März 2012      |
| 2018 | Elephant’s Weight –        | Erstveröffentlichung: 14. September 2018 |

## Sonderveröffentlichungen

### Alben
| Jahr | Titel Musiklabel                                 | Anmerkungen                                                              |
| ---- | ------------------------------------------------ | ------------------------------------------------------------------------ |
| 2003 | Dead Letters – Bonus-CD Playground Records (UMG) | Erstveröffentlichung: 2003 Teil von Dead Letters (Limited Edition)       |
| 2022 | Rise – Bonus CD Playground Records (Cargo)       | Erstveröffentlichung: 23. September 2022 Teil von Rise (Limited Edition) |

| Jahr | Titel Musiklabel                                  | Anmerkungen                                                |
| ---- | ------------------------------------------------- | ---------------------------------------------------------- |
| 2012 | 30 Suosikkia WEA Records (WEA)                    | Erstveröffentlichung: 2012 Teil der „Tähtisarja“-Reihe     |
| 2012 | Il Meglio di The Rasmus Playground Records (Edel) | Erstveröffentlichung: 2012 Veröffentlichung nur in Italien |

### Lieder
| Jahr | Titel Album                    | Anmerkungen                                                      |
| ---- | ------------------------------ | ---------------------------------------------------------------- |
| 1996 | Voit sä lopettaa? Et sä tajuu? | Erstveröffentlichung: September 1996 Juustopäät feat. The Rasmus |
| 2012 | Kun nuoruus päättyy Chillaa    | Erstveröffentlichung: 5. Oktober 2012 Robin feat. The Rasmus     |

| Jahr | Titel Soundtrack                       | Anmerkungen                             |
| ---- | -------------------------------------- | --------------------------------------- |
| 2008 | Livin’ in a World Without You Blackout | Erstveröffentlichung: 17. Dezember 2008 |

### Videoalben
| Jahr | Titel Musiklabel                                    | Anmerkungen                                                                     |
| ---- | --------------------------------------------------- | ------------------------------------------------------------------------------- |
| 2004 | Dead Letters – Musikvideos Playground Records (UMG) | Erstveröffentlichung: 2004 Teil von Dead Letters (Special Edition)              |
| 2005 | Mo Fear Playground Records (UMG)                    | Erstveröffentlichung: 14. September 2005 Teil von Hide from the Sun (Digipak)   |
| 2008 | The Making of Black Roses Playground Records (UMG)  | Erstveröffentlichung: 15. Oktober 2008 Teil von Black Roses (Special Edition)   |
| 2012 | Live 2012 / Mysteria Oy Shadowland (OyS)            | Erstveröffentlichung: 11. Oktober 2012 Vertrieb nur während der The Rasmus Tour |
| 2013 | Live 2012 / Volume II Oy Shadowland (OyS)           | Erstveröffentlichung: 3. Dezember 2013 Vertrieb nur während der The Rasmus Tour |

## Statistik

### Chartauswertung
|                     | DE    | AT    | CH    | UK    | FI     |
| ------------------- | ----- | ----- | ----- | ----- | ------ |
| Nummer-eins-Alben   | DE1DE | AT1AT | CH1CH | UK—UK | FI4FI  |
| Top-10-Alben        | DE2DE | AT2AT | CH2CH | UK1UK | FI10FI |
| Alben in den Charts | DE6DE | AT5AT | CH6CH | UK2UK | FI12FI |

|                       | DE     | AT    | CH    | UK    | FI     |
| --------------------- | ------ | ----- | ----- | ----- | ------ |
| Nummer-eins-Singles   | DE1DE  | AT—AT | CH—CH | UK—UK | FI5FI  |
| Top-10-Singles        | DE2DE  | AT2AT | CH1CH | UK1UK | FI18FI |
| Singles in den Charts | DE10DE | AT9AT | CH7CH | UK5UK | FI19FI |

### Auszeichnungen für Musikverkäufe
| Silberne Schallplatte - Europa (Impala) - 2010: für das Album Best of 2001–2009 Goldene Schallplatte - Mexiko - 2004: für das Album Dead Letters - Neuseeland - 2004: für die Single In the Shadows - Polen - 2004: für das Album Dead Letters - Schweden - 2003: für die Single In the Shadows - 2004: für das Album Dead Letters - Spanien - 2005: für das Album Dead Letters - Ungarn - 2004: für das Album Dead Letters |

Anmerkung: Auszeichnungen in Ländern aus den Charttabellen bzw. Chartboxen sind in ebendiesen zu finden.
| Land/RegionAuszeichnungen für Musikverkäufe (Land/Region, Auszeichnungen, Verkäufe, Quellen) | Silber  | Gold       | Platin       | Verkäufe | Quellen                   |
| -------------------------------------------------------------------------------------------- | ------- | ---------- | ------------ | -------- | ------------------------- |
| Deutschland (BVMI)                                                                           | —       | —          | 2× Platin2   | 500.000  | musikindustrie.de         |
| Europa (Impala)                                                                              | Silber1 | —          | —            | (30.000) | Einzelnachweise           |
| Finnland (IFPI)                                                                              | —       | 5× Gold5   | 7× Platin7   | 313.537  | ifpi.fi FI2               |
| Mexiko (AMPROFON)                                                                            | —       | Gold1      | —            | 50.000   | amprofon.com.mx           |
| Neuseeland (RMNZ)                                                                            | —       | Gold1      | —            | 5.000    | aotearoamusiccharts.co.nz |
| Österreich (IFPI)                                                                            | —       | Gold1      | —            | 15.000   | ifpi.at                   |
| Polen (ZPAV)                                                                                 | —       | Gold1      | —            | 20.000   | olis.pl                   |
| Schweden (IFPI)                                                                              | —       | 2× Gold2   | —            | 45.000   | sverigetopplistan.se      |
| Schweiz (IFPI)                                                                               | —       | Gold1      | Platin1      | 60.000   | hitparade.ch              |
| Spanien (Promusicae)                                                                         | —       | Gold1      | —            | 50.000   | elportaldemusica.es       |
| Ungarn (MAHASZ)                                                                              | —       | Gold1      | —            | 10.000   | slagerlistak.hu           |
| Vereinigtes Königreich (BPI)                                                                 | —       | 2× Gold2   | —            | 500.000  | bpi.co.uk                 |
| Insgesamt                                                                                    | Silber1 | 16× Gold16 | 10× Platin10 |          |                           |